# Gschasikopf
Der Gschasikopf ist mit 1076,7 m ü. NHN der beherrschende Berg im Talwinkel des Elztals, dessen namensgebender Fluss Elz bei Prechtal um 135 Grad nach links ab-„bricht“ und fortan südwestwärts gerichtet bleibt. Der Berg gehört zu dem Teilraum des Mittleren Schwarzwalds, der zugleich dem Hochschwarzwald zugerechnet wird.

## Lage  und Charakteristik
Der Gschasikopf liegt ganz auf dem Gebiet von Elzach, dessen Kernstadt viereinhalb Kilometer westlich des Gipfels liegt.

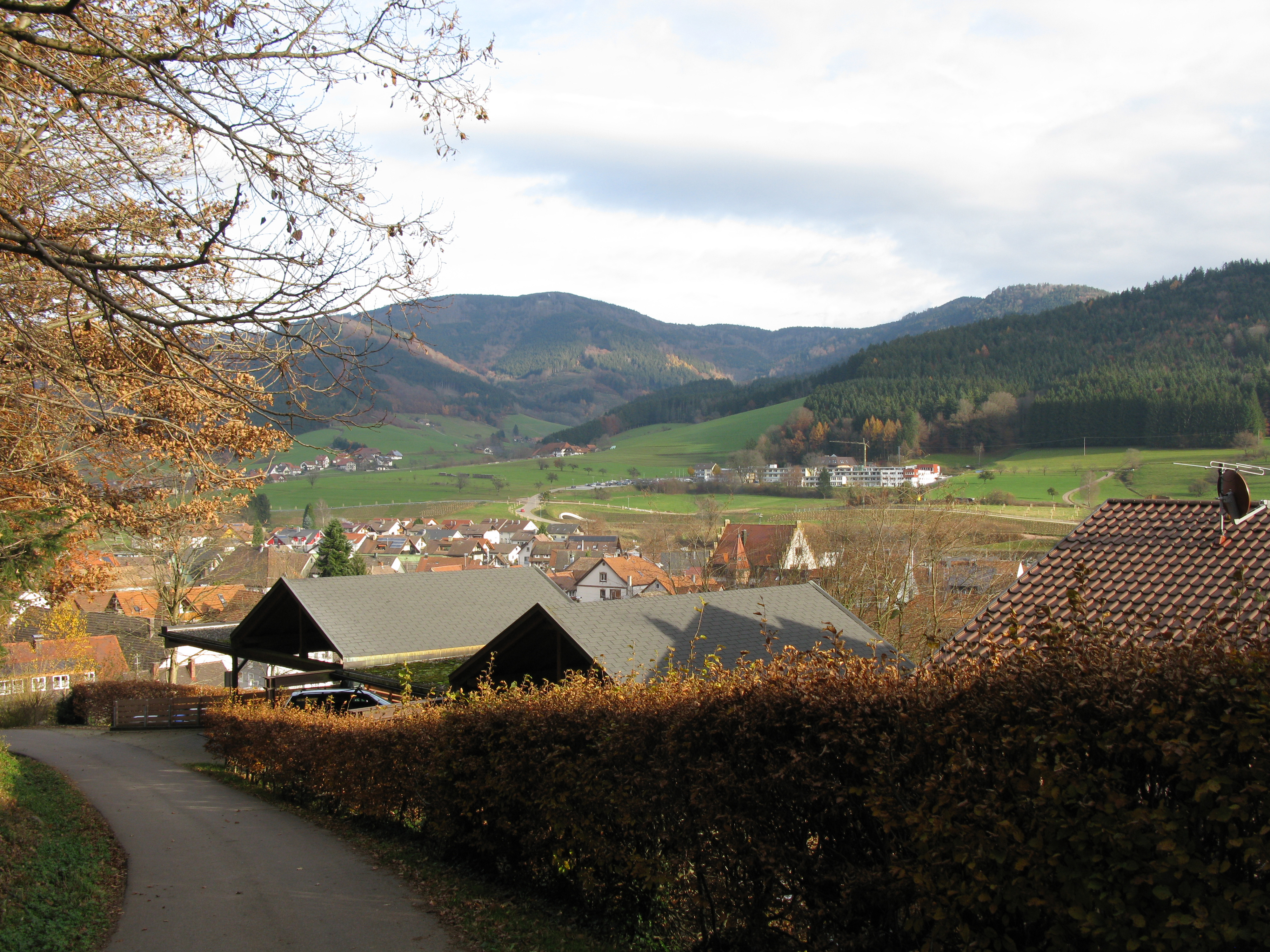
Der Gschasikopf ist eine Landmarke über dem breiten Elztal

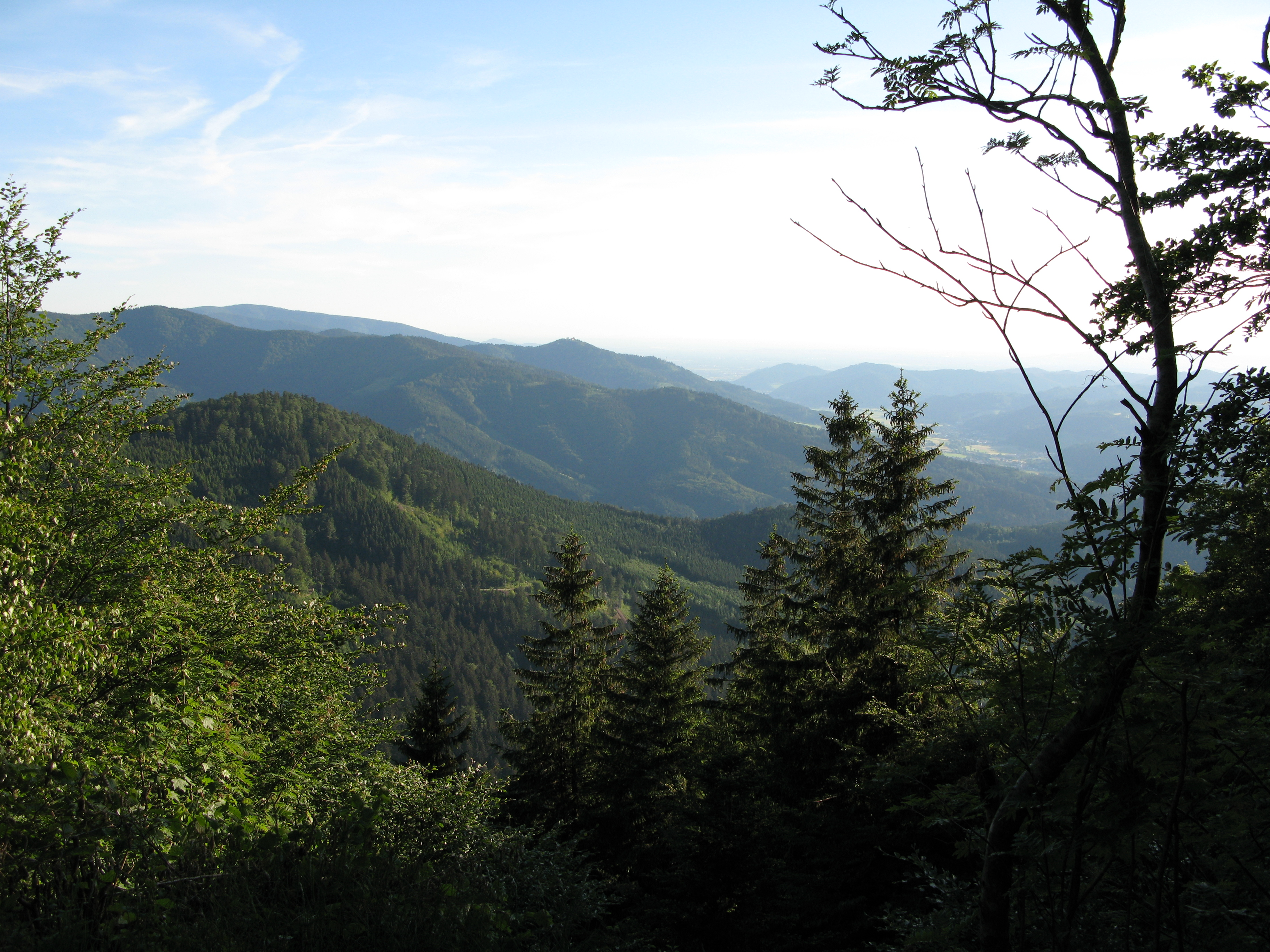
Blick vom Gschasifelsen zum Kandel (links) und auf das untere Elztal

Der ausladende, aus dem Elztal um bis zu 600 Meter aufsteigende Bergstock besteht neben seiner weitläufigen Kuppe aus einem Stern von kurzen Ausläufern. Nach Süden geht der Gschasikopf in den Bergkamm über, an dem auch die Donauquelle liegt, und dessen Hauptgipfel der Rohrhardsberg (1153 m ü. NHN), das Obereck (1178,2 m ü. NHN) und der Brend (1149,3 m ü. NHN) sind.

## Geologie
Ebenso wie die meisten anderen Berge des Mittleren Schwarzwalds besteht der Berg aus Gneisen (Paragneis und Flasergneis). Die ursprünglich vorhandene Buntsandstein-Decke wurde vor allem im Verlauf des gegenwärtigen Eiszeitalters abgetragen. Trotz der Höhe des Berges gibt es nur wenige Spuren der kaltzeitlichen Vergletscherungen. Im nach Osten gerichteten Tal des Hohlkäner fällt jedoch eine deutlich karartige Nische mit geglättetem Felsuntergrund auf.

## Vegetation
Der ursprüngliche Mischwald-Bestand wurde infolge der intensiven Forstwirtschaft weitgehend durch Fichten abgelöst. Im Gipfelbereich ist der Nadelwald aufgelichtet, teils mit Zwergstrauchheideflächen, randlich auch mit Quellbereichen. Im Südhang gibt es noch eine Buchenaltholzfläche.

## Tourismus
Das ist von zahlreichen markierten Wanderwegen durchzogen. Der Zweitälersteig führt nordsüdlich entlang der Hauptkammlinie des Gschasikopfes. Der Gipfelbereich bietet kaum Aussicht; von den Gschasifelsen im Südwesten mit dem Aussichtspunkt Eugensruhe ist jedoch das untere Elztal und die deutlich niedrigeren Schwarzwaldberge zwischen den Tälern der Elz und der Kinzig überblickbar. Skisportliche Infrastruktur gibt es nicht.

## Name
Der Bergname bezieht sich auf den südwestlich angrenzenden Flurdistrikt Gschasi im oberen Reichenbachtal, das in Elzach ins Elztal austritt. Dieser Name gehört zu den romanischen Sprachresten im alemannischen Sprachraum, hier mit der Bedeutung „Häuschen, zugehöriges Land“, hervorgegangen aus casina in der Bedeutung Hütte.